# 광치령로
광치령로(Gwangchiryeong-ro)는 강원특별자치도 인제군 인제읍 북면 교차로와 양구군 국토정중앙면 가오작리를 잇는 강원특별자치도의 도로이다. 인제군과 양구군의 경계이자 구간 상의 자연지물인 광치령의 명칭을 따서 명명되었다. 산악지형의 영향으로 경사와 곡선구간이 많다.

## 노선
- 북면교차로 (설악로, 원통로, 이평로)
- 가아피암터널
- 광치교, 신천교, 다소교
- 광치터널 (길이 580m) (양구군, 인제군 경계)
- 가오작교
- 가오작리종점 (춘양로, 남동로)